# Philotes
Nella mitologia greca Philotes è una dea minore, figlia della Notte, ed è personificazione dell'affetto e della passione.
Il suo nome deriva dalla parola greca φιλότης, il termine con cui, anticamente, i Greci indicavano il rapporto di affetto.